# Карољ Левицки
Карољ Левицки (мађ. Károly Levitzky; Доргош, Арад, 1. мај 1885 — Будимпешта, 23. август 1978) био је мађарски веслачки репрезентативац, члан Веслачког клуба MAFC из Будимпеште, двоструки учесник Олимпијских игара. Најчешће је веслао у скифу. Био је Јевреј.
На 3. Олимпијским играма 1908. такмичио се у својој дисциплини скиф. У четвртфиналу победио је италијанског веслача Ђина Чабатија док је у полуфиналу изгубио од Британца Алрксандера Мекалоха. Пошто се није тачмичило за треће место Левицки је освојио бронзану медаљу, делећи треће место са пораженим у другом полуфиналу Бернхардом фон Газом из Немачке.
Учествовао је и на следећим Играма 1912. у Стокхолму поново у скифу. Изгубио је у четвртфиналу и није учествовао у борби за медаље.